# Wilhelm Amberg
Pour les articles homonymes, voir Amberg (homonymie).

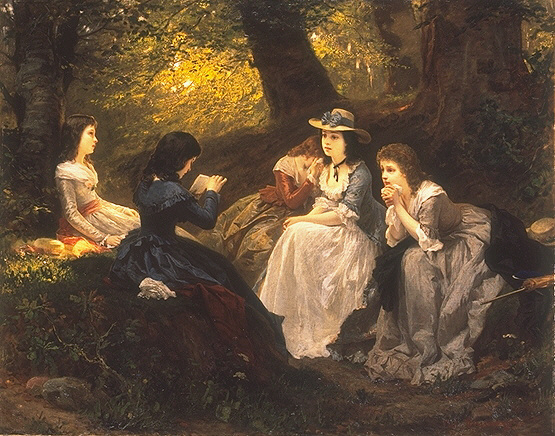
Wilhelm Amberg: Vorlesung aus Goethes « Werther », 1870.

Wilhelm August Lebrecht Amberg (né le 25 février 1822 à Berlin, mort le 8 septembre 1899 ibid.) est un peintre allemand de scènes de genre.

## Vie et œuvre
Wilhelm Amberg étudie à l'Académie des arts de Berlin avec Wilhelm Herbig. De 1839 à 1842 il travaille dans l'atelier de Carl Joseph Begas, puis un an chez Léon Cogniet à Paris. Il voyange en Italie, visite Rome, Venise et Naples, et finalement s'installe en 1847 à Berlin.
Amberg se consacre presque exclusivement à la peinture de genre, avec des thèmes gais ou graves. Ses sujets sont toujours plaisants et correspondent au goût de l'époque. Ses travaux sont volontiers reproduits dans des périodiques comme Die Gartenlaube ou „Über Land und Meer“. À l'exception d'une œuvre de jeunesse à sujet religieux pour l'église Sainte-Gertrude de Berlin (de) et quelques peintures de paysages, Amberg se consacre uniquement à des thèmes narratifs. Ses tableaux se distinguent pas leur tonalité harmonieuse, la force de leurs sentiments et leur sens poétique.
On remarque, parmi les peintures à thème grave, notamment Trost in Tönen et Der Witwe Trost, et parmi celles à tonalité gaie Die Liebespost, Die rauchende Zofe, Naschkätzchen et Vorlesung aus Goethes « Werther », cette dernière est une des œuvres principales de la collection de la Nationalgalerie de Berlin de l'année 1870. Un tableau légèrement sentimental, intitulé Der Abschied, date de 1897 et a été exposé l'année suivante à la Große Berliner Kunstausstellung, la grande exposition d'art de Berlin.
Wilhelm Amberg a reçu de nombreuses distinctions. Il est à partir de 1886 membre du sénat de l'Académie des arts de Berlin.